# 獵人蛛

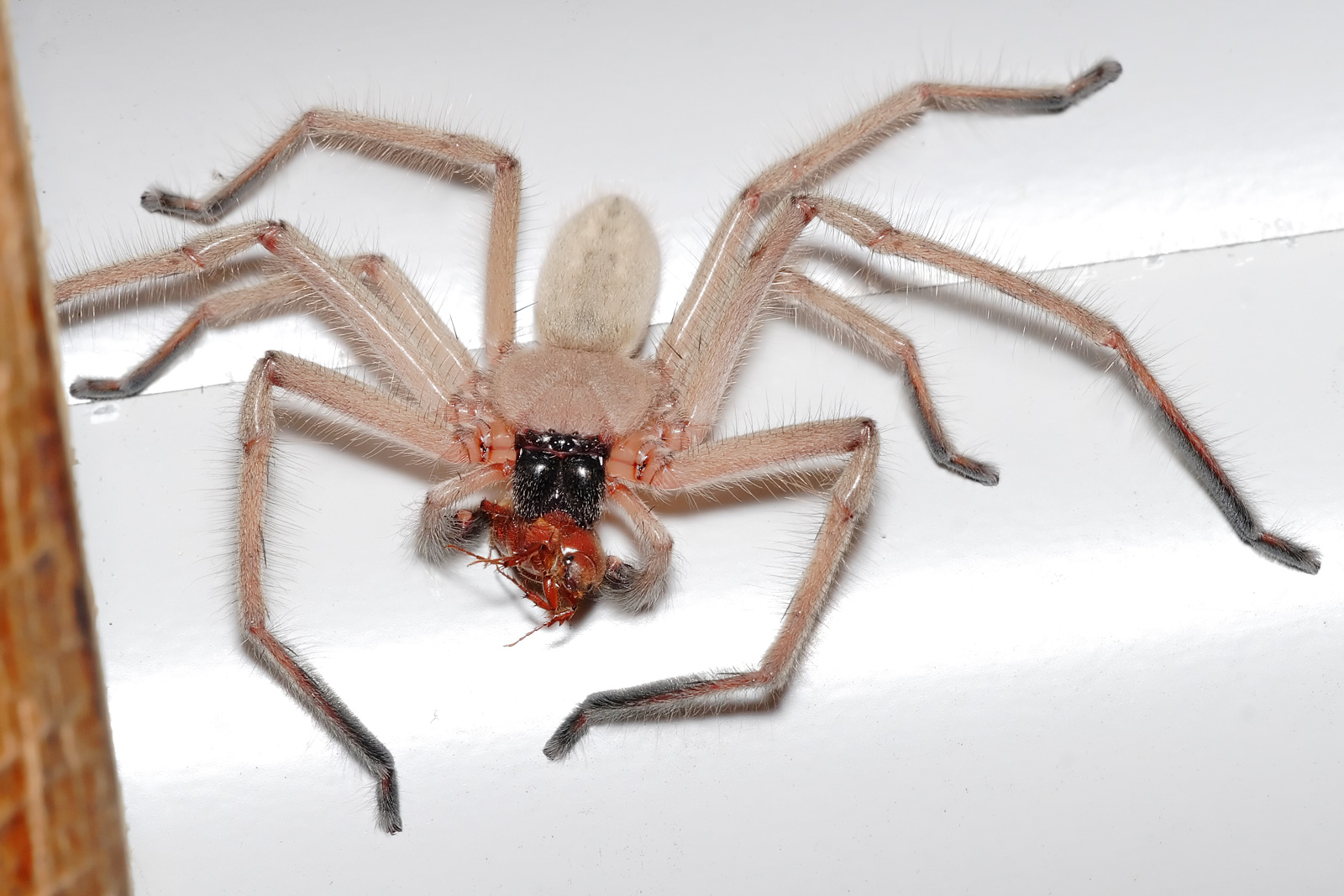
一隻獵人蛛正在吞吃牠的獵物：一隻小甲蟲

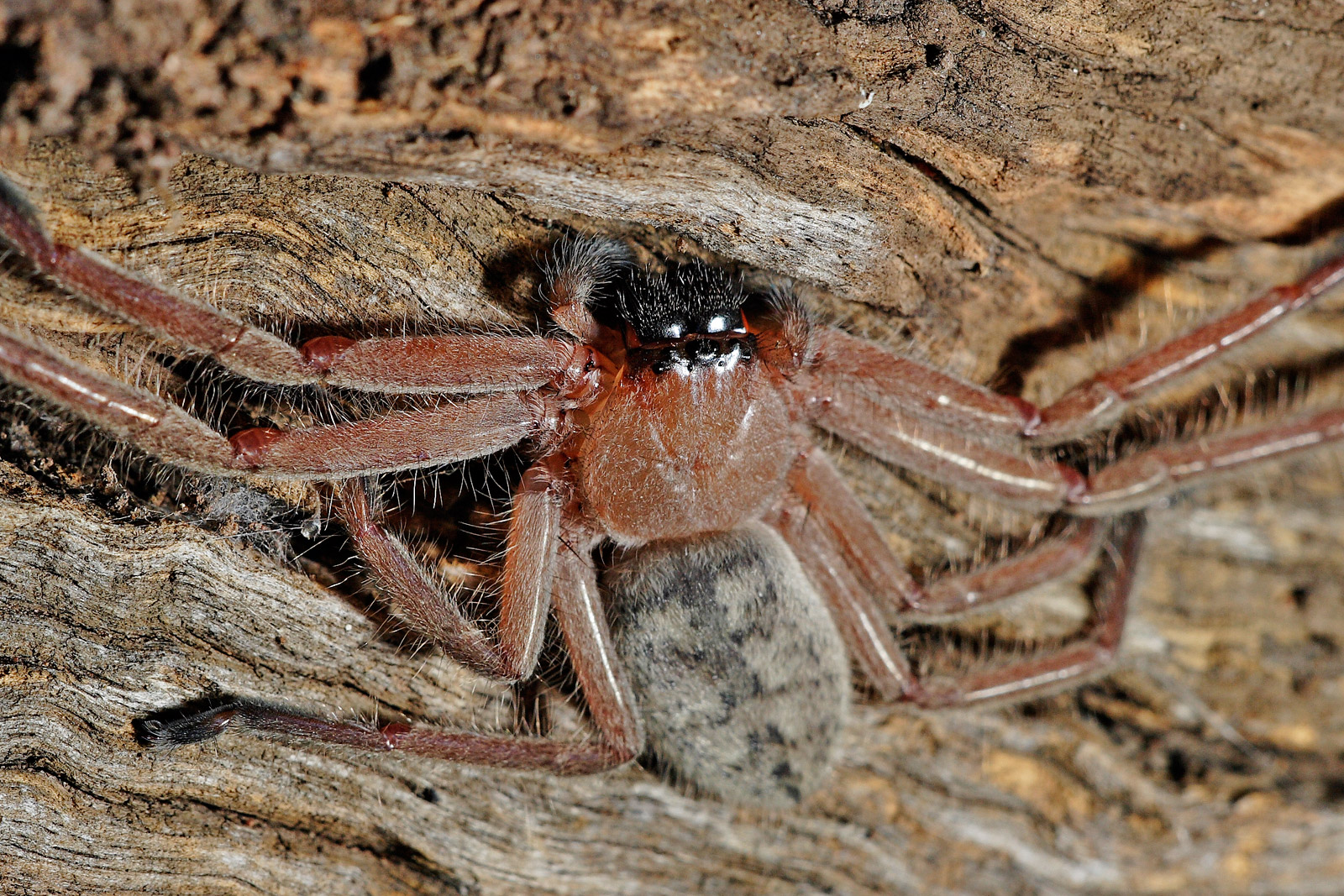
Adult huntsman spider on the underside of a log in Victoria, Australia

獵人蛛，亦音譯作亨斯邁蜘蛛，屬於巨蟹蛛總科的巨蟹蛛科（Sparassoidea），是一種原產於澳大利亞的巨型蜘蛛，當地土著賴以作為肉食。因以快速狩猎的技巧而有猎人的称号。
獵人蛛生活於木本棲息地，以蚊蟲為食。但獵人蛛不会像普通蜘蛛一样织网捕猎，而是以快速的狩猎技巧觅食。如同其他同屬复杂生殖器类的蜘蛛，獵人蛛也是一種八眼蜘蛛。於澳大利亞、紐西蘭、南非、東南亞、地中海、佛羅里達州和夏威夷均有被發現，並可能在許多其他熱帶和亞熱帶地區亦有踪影，不過其行踪隱秘，因此難以發現。

## 外部連結
- Fact sheet on Huntsman Spiders （页面存档备份，存于） from the Australian Museum
- Badge Huntsman Spider at Victorian Museum
- Varieties of Sparassidae University of Southern Queensland— pictures & descriptions
- Remarkable Australian Lichen Huntsman （页面存档备份，存于） at American Arachnological Society （页面存档备份，存于）
- Heteropoda venatoria （页面存档备份，存于） at University of Florida Institute of Food and Agricultural Sciences